# FSRS Ekenäs Sjöräddare r.f.

FSRS Ekenäs Sjöräddare r.f. är en av Finlands Sjöräddningssällskaps sjöräddningsföreningar. Den grundades 1965 som Sjöräddningsföreningen för Västra Nyland r.f. och fick sin första båt, Ajax, 1978. Verksamhetsområdet sträcker sig mellan Hangö och Barösund.
Föreningen bedriver sedan 2015 sin verksamhet från Näseuddens sjöräddningsstation i Ekenäs. Den hade 2016 omkring 280 medlemmar. 

## Räddningsfarkoster
- Corinne Rescue, PV 322, en tio meter lång vattenjetdriven båt, tillverkad 2021 a
- Kewatec Aluboat.[1]
- Interpersona Rescue, en cirka 8 meter lång HTech A25 SAR ribbåt, byggd 2011 av HT Engineering Oy

## Tidigare räddningsfarkoster
- RB Ajax III, 1995–2000, omkring 10 meter lång av märket Targa, 33 MPA 95, byggd 1995 av Botnia Marin Malax